# Абрахимович (герб)
Абрахимович (пол. Abrahimowicz) – польський шляхетський герб татарського походження.

## Опис герба
Опис згідно з класичними правилами блазонування:
У полі невідомого кольору ярмо невідомого кольору з кільцем. 
Клейнод: три страусині пера.
Гербовник татарської шляхти Станіслава Дзядулевича має трохи інший малюнок герба (тамги), а також приписує родині Абрахимовичів князівський титул, звідси і версія з княжою шапкою.

## Найбільш ранні згадки
В 1523 році згадується засновник роду Абрахим Бахтіярович (пол. Abrahim Bachtjarowicz).

## Гербові роди
Оскільки герб був власним, то його використовувала лише одна родина:
Абрахимовичі